# Sapir Koffmann
Sapir Koffmann, née le 7 septembre 1965 et morte le 23 novembre 2017, est un mannequin élue Miss Israël 1984.
Elle a représenté Israël au concours Miss Univers de 1984, aux États-Unis mais n'est pas classée.
Le 12 novembre 1985, elle représente Israël au concours Miss Europe en Allemagne. Elle ne sera pas classée.
Elle a défilé deux ans à New York et a travaillé pour Oscar de la Renta. Elle était une égérie de Gottex.